# الشركة الوطنية الإيرانية للغاز

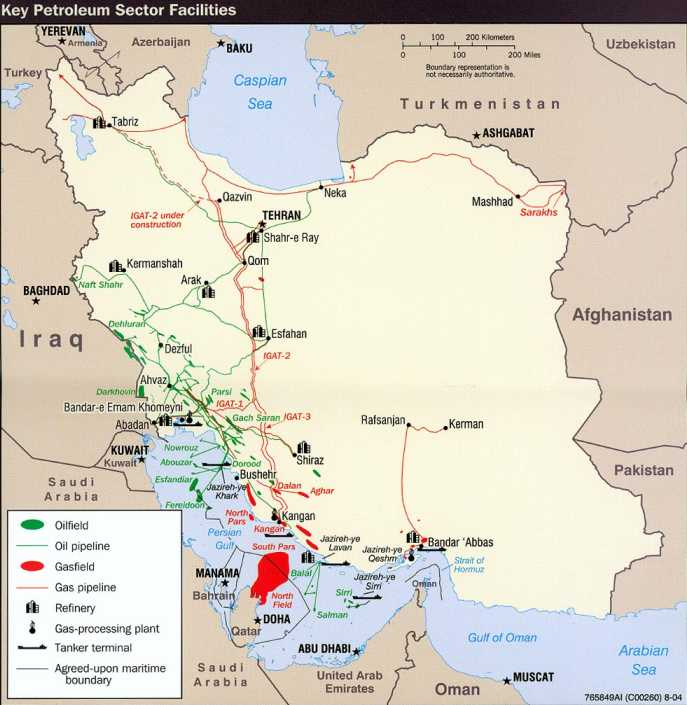
واحتياطيات إيران من الغاز هي 15٪ من إجمالي احتياطيات الغاز. إيران عضو مؤسس في منتدى الدول المصدرة للغاز

تأسست الشركة الوطنية الإيرانية للغاز (بالفارسية: شرکت ملی گاز ایران) باختصار (NIGC)، في عام 1965 كأحد الشركات الأربع الرئيسية التابعة لوزارة البترول في جمهورية إيران الإسلامية برأسمال مبدئي قدره 25,000 مليون ريال.
وهي مسؤولة عن معالجة ونقل وتوزيع الغاز الطبيعي إلى القطاعات المحلية والصناعية والتجارية ومحطات الطاقة. تأسست الشركة الوطنية الإيرانية لصادرات الغاز (NIGEC) في عام 2003 لإدارة جميع خطوط أنابيب الغاز ومشاريع الغاز الطبيعي المسال والإشراف عليها. حتى مايو 2010، كانت شركة NIGEC تحت سيطرة شركة النفط الوطنية الإيرانية، ولكن وزارة النفط نقلت شركة NIGEC، وأدرجها تحت الشركة الوطنية الإيرانية للغاز في محاولة لتوسيع المسؤولية عن مشاريع الغاز الطبيعي الجديدة. وفي عام 2012، تم ربط 12,750 قرية بشبكة الغاز. NIGC لا يلعب دورا في مشاريع منح الغاز المنبع. لا تزال هذه المهمة في يد الشركة الوطنية الإيرانية للنفط. تجدر الإشارة إلى أن إيران لديها أكبر شبكة غاز في الشرق الأوسط تبلغ 22 ألف كيلومتر من خطوط الأنابيب ذات الضغط العالي. وتعتبر إيران ثالث بلد يرتفع فيه حجم الغاز الطبيعي في مشاريع قطاع النفط (2015).

## الشركات التابعة الرئيسية

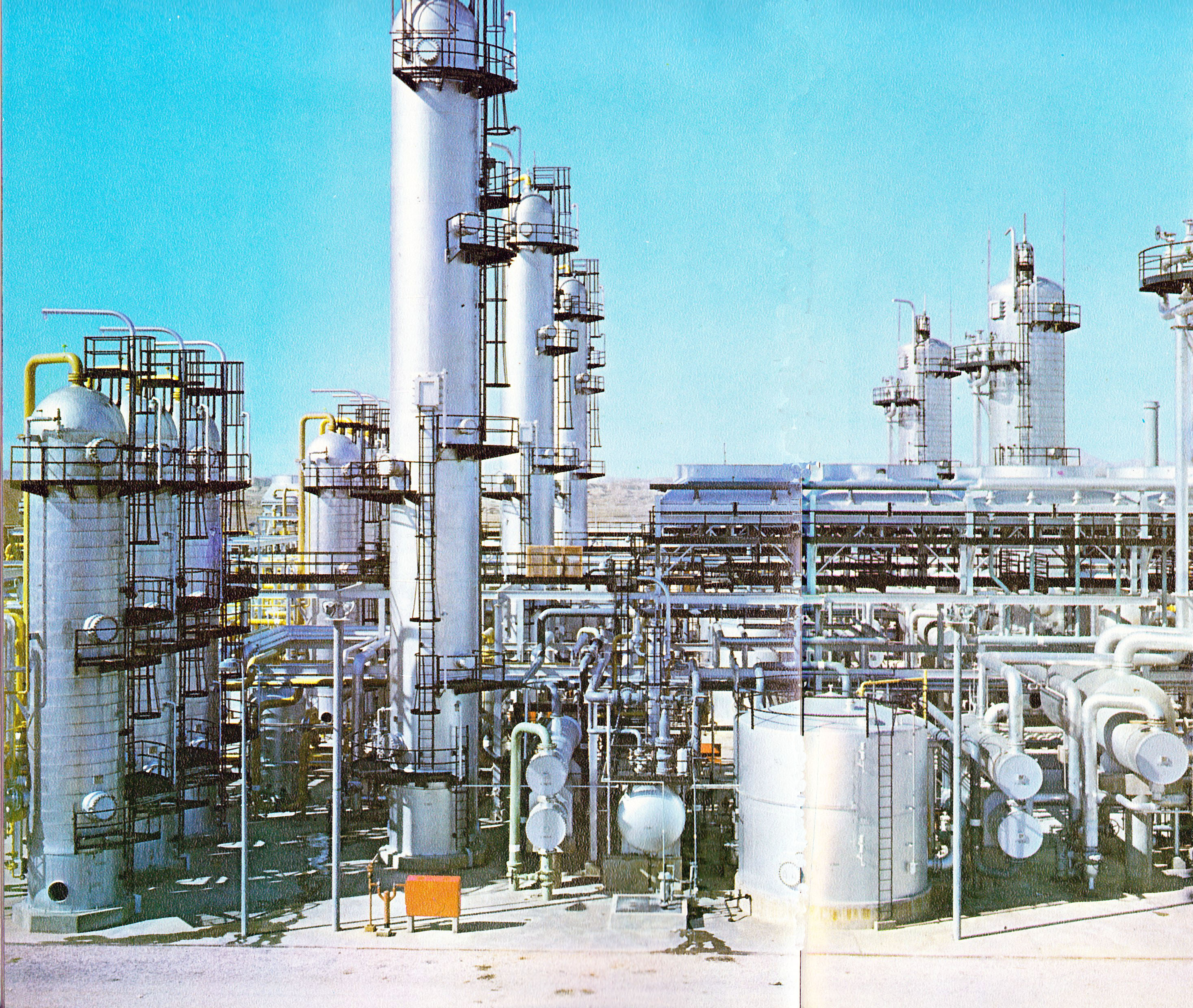
بيدبولاند، مصفاة الغاز

الشركات التابعة للشركة الوطنية الإيرانية للغاز هي:

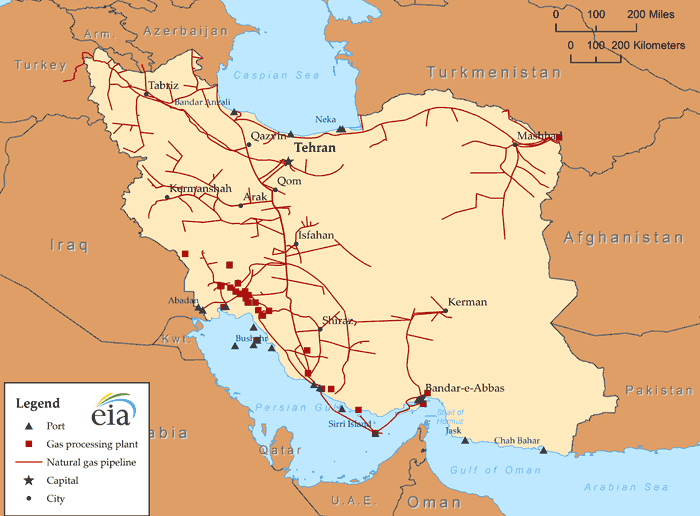
إيران - البنية التحتية للغاز الطبيعي

- إيران - البنية التحتية للغاز الطبيعي
- شركة هندسة وتنمية الغاز الإيرانية
- الشركة الإيرانية لنقل الغاز
- الشركة الإيرانية لتخزين الغاز تحت الأرض
- الشركة الإيرانية لتوزيع الغاز
- الشركة الإيرانية لتجارة الغاز
- الشركة الوطنية الإيرانية لتصدير الغاز
- شركات الغاز الإقليمية
- شركات تكرير الغاز

## تكنولوجيا
إيران قادرة على إنتاج جميع الأجزاء اللازمة لمصافي الغاز. وتخطط إيران لتصدير أول حمولة من الغاز الطبيعي المسال بحلول عام 2013. ومن المتوقع أن تطلق إيران أول محطة لنقل الغاز إلى السوائل بحلول عام 2018.

## تطوير

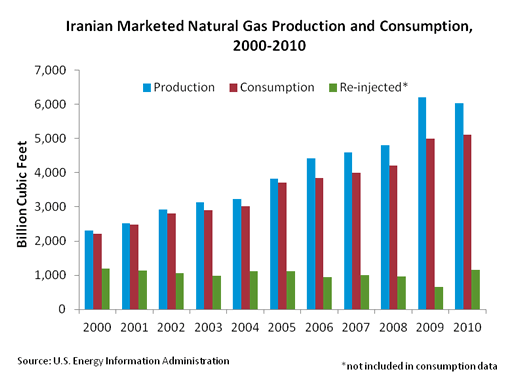
إنتاج واستهلاك الغاز الطبيعي الإيراني (2000-2010).

في عام 2011، كان صافي صادرات إيران من الغاز في عام 2010 1.57 مليار متر مكعب. وفي عام 2010، بلغت صادرات إيران ووارداتها من الغاز الطبيعي 8.42 و6.85 مليار متر مكعب على التوالي. في عام 2010، صدرت إيران 0.4 و0.25 و7.77 مليار متر مكعب من الغاز إلى أرمينيا وأذربيجان وتركيا على التوالي. ومن حيث الواردات، تلقت إيران 0.35 و6.5 مليار متر مكعب من أذربيجان وتركمانستان على التوالي.
تمتلك إيران ما يقرب من 29.6 تريليون متر مكعب من احتياطيات الغاز المؤكدة التي تمثل 16٪ من إجمالي الاحتياطيات في العالم. وهذا يضع إيران وراء روسيا مع ثاني أكبر احتياطي للغاز في جميع أنحاء العالم. في عام 2009، بلغ إنتاج الغاز الطبيعي في إيران 116 مليار متر مكعب. وفي عام 2010، ارتفع هذا الرقم إلى 138.5 مليار متر مكعب، وهو ما يمثل زيادة بنسبة 19٪. وتخطط إيران لزيادة إنتاجها من الغاز الطبيعي بمقدار 200 مليون متر مكعب حتى مارس 2016. وتستهلك معظم الغازات في إيران محليا، وتزداد بمعدل سنوي متوسط قدره 12٪ على مدى السنوات ال 15 الماضية. وتسعى إيران إلى الوصول إلى سعة تبلغ مليون برميل يوميا من البنزين المشتقة من مادة غل خلال العقد القادم.
في عام 2011، وقعت إيران عقدا بقيمة 10 مليارات دولار مع بغداد ودمشق من أجل تصدير الغاز الإيراني إلى العراق وسوريا ولبنان ومنطقة البحر الأبيض المتوسط وفي نهاية المطاف أوروبا. وتشير التقديرات إلى أنه في السنوات الثلاث أو الأربع القادمة سيكون هناك إنتاج فائض يتراوح بين 200 و250 مليون متر مكعب من الغاز في حقل بارس الجنوبي للغاز، وهو أكبر حقل للغاز في العالم يقع في الخليج العربي.
ويمكن لمرفق تخزين الغاز الطبيعي المسال الذي تم بناؤه في عام 2014 والذي أطلق عليه اسم «الشوريجة» أن يورد 4.8 مليار متر مكعب من الغاز الطبيعي ويهدف إلى خفض واردات الغاز من تركمانستان.

## أنظر أيضا
- حركة تأميم صناعة النفط في إيران 1951
- احتياطيات الغاز الطبيعي في إيران
- حقل غاز الشمال
- حقل غاز البارس الشمالي
- حقل غاز كيش